# テック・ヴァレー
テック・ヴァレー (Tech Valley) は、アメリカ合衆国ニューヨーク州の東部に位置しているハイテクパーク。

## 概要
ニューヨーク州内のオールバニ、クリントン郡、コロンビア郡、ダッチェス郡、エセックス郡、フランクリン郡、フルトン郡、ジェネシー郡、ハミルトン郡、ハーキマー郡、モンゴメリー郡、オレンジ郡、レンセリア郡、サラトガ郡、スケネクタディ郡、スカハリー郡、アルスター郡、ウォーレン郡、ワシントン郡で構成される。ナノテクノロジー関連の企業の誘致のためにこの名称が付けられた。ジョージ・パタキが州知事だった1995年から2007年の間にナノテクノロジー、半導体製造関連の企業を誘致した。ニューヨーク州立大学オールバニ校やレンセラー工科大学との産学連携で新興企業が集まる。現在ではアメリカ最大のナノテク研究開発拠点が形成されつつあり、ナノテク関連投資は累計で既に25億ドルを突破していてGLOBALFOUNDRIESの工場やIBMのトーマス・J・ワトソン研究所や東京エレクトロン、ソニー、東芝等の研究拠点がある。